# Лондонский мир (1604)
Лондонский мир (англ. The Treaty of London) — мирный договор, окончивший англо-испанскую войну (1584—1604).

## Предыстория
После смерти королевы Англии Елизаветы в 1603 году её преемник король Яков I стремился быстрее закончить шедшую с 1585 года войну. Монарх придерживался идей христианского мира и единства, в то время как одним из предлогов к началу военных действий стала казнь англичанами его матери и королевы Шотландии Марии Стюарт. Король Испании Филипп III также был готов к примирению: испанская экономика тяжело страдала от продолжения боевых действий. Англо-испанская война была сложным и многогранным конфликтом, имевшим отголоски в событиях нидерландской революции, французских религиозных войн и девятилетней войне в Ирландии.
Переговоры происходили в Сомерсет-хаусе в формате 18 сессий с 20 мая по 16 июля 1604 года, подписание документа состоялось 28 августа 1604 года. Яков I ратифицировал документ 29 августа 1604 года, Филипп III — 15 июня 1605 года

## Содержание
- Испания отказывается от восстановления католицизма в Англии.
- Английские пираты прекращают атаки на испанский серебряный флот и колонии (статья 6[2][3]).
- Пролив Ла-Манш становится открытым для прохода испанских судов.
- Англия прекращает поддержку Нидерландской революции (статьи 4,5,7).
- Корабли обеих стран без исключений могут использовать морские порты для ремонта, временного пребывания и покупки провизии (статья 10).

## Представители
Английская делегация:
- Роберт Сесил — госсекретарь.
- Чарльз Блаунт, 8-й барон Маунтжой — наместник Ирландии.
- Томас Сэквилл 1-й граф Дорсет — Лорд-казначей.
- Генри Говард, 1-й граф Нортгемптон — Лорд-хранитель пяти портов
- Чарльз Говард, 1-й граф Ноттингем — Лорд-адмирал

Было представлено две делегации: короля Испании и правителей Испанских Нидерландов — эрцгерцога Альбрехта и Изабеллы.
- Хуан Фернандес де Веласко — 5-й герцог Фриас, коннетабль Кастилии.
- Хуан де Тассис — глава делегации.
- Алессандро Робида — миланский сенатор.
- Карл де Линь — князь Аренберг.
- Жан Ришардо[англ.] — президент брюссельского тайного совета.
- Луи Веррейкен[англ.] — секретарь брюссельского государственного и участник тайного советов.

## Последствия
Согласно принципу status quo ante bellum, обе страны возвращались к довоенному состоянию без каких-либо территориальных изменений. Испания отказывалась от надежды возродить верховенство католицизма в Англии, а та отказывалась от военной и финансовой поддержки нидерландского восстания (регулировавшейся заключённым в 1585 году Нонсачским договором)
Урон Испании от английских морских атак оценивается по-разному. Историк Кеннет H. Эндрюс считал, что к моменту подписания договора английское каперство уже опустошило испанский торговый флот. По словам Фернандо Мартинес Lainez, в важнейший период для поставок золота и серебра между испанской Америкой и Испанией с 1540 по 1650 год, из 11 000 испанских кораблей англо-голландскими пиратами было уничтожено только 107, по вине природы потонуло 519 торговых судов. По мнению историка Херман Васкеса Чаморро, объектами атак английских пиратов чаще всего становились рыболовные и мелкие суда, поэтому деятельность испанского серебряного флота спокойно продолжалась вплоть до 1780 г.
Разрешение на свободный заход флотилиям до восьми кораблей активно использовалось испанцами для создания в Англии обширной сети военно-морских баз в продолжавшейся войне в Нидерландах.
После подписания договора Англия и Испания пробыли в мире вплоть до 1625 года, пока не вспыхнула новая война.